# Sincan, Ankara
Sincan es un distrito metropolitano de la provincia de Ankara en la región de Anatolia Central de Turquía, una gran ciudad 27 km de la ciudad de Ankara. Según el censo de 2010, la población de Sincan es 456,420 El distrito cubre un área de 344 km² (133 mi²)  , y la elevación promedio es 855 m (2805 pies). Sincan tiene relaciones amistosas con el municipio de Doboj Jug de Bosnia y Herzegovina.
El distrito de Sincan alberga ASO 1. Organize Sanayi Bölgesi, la Zona Industrial Organizada más grande de Ankara, operada por la Cámara de Industria de Ankara.

## Geografía
Sincan se encuentra en una llanura rodeada de colinas y regada por el río Ankara, un afluente del río Sakarya. Hay algo de agricultura e industria ligera en Sincan, pero la mayoría de la gente viaja a Ankara en tren.
El símbolo del municipio es el tulipán . La plaza central se llama Lale Meydanı (turco "plaza de tulipanes"), y cada año se celebra un festival de tulipanes en el que se reparten tulipanes de plástico en las calles.

## Historia
Incluso antes del período del Imperio Otomano, un pueblo se encontraba en este lugar, que posteriormente creció cuando Mustafa Kemal Atatürk encargó un proyecto de vivienda aquí para los refugiados turcos de Rumania y Bulgaria .

## Residentes conocidos
- Şafak Sezer, actor y comediante
- Sinan Şamil Sam, boxeador profesional
- Oğuz Yılmaz, músico folclórico

## notas
1. ↑  Worldpostalcodes.org,código postal n.º 06930.
2. ↑  Statistical Institute Uso incorrecto de la plantilla enlace roto (enlace roto disponible en Internet Archive; véase el historial, la primera versión y la última).
3. ↑  Statoids. «Statistical information on districts of Turkey». Archivado desde el original el 24 de julio de 2010. Consultado el 4 de mayo de 2008.
4. ↑  «Archived copy». Archivado desde el original el 19 de agosto de 2014. Consultado el 24 de junio de 2014.